# Cogollos de Guadix (kommunhuvudort)
Cogollos de Guadix är en kommunhuvudort i Spanien.   Den ligger i provinsen Provincia de Granada och regionen Andalusien, i den södra delen av landet, 400 km söder om huvudstaden Madrid. Cogollos de Guadix ligger 1 139 meter över havet och antalet invånare är 727.
Terrängen runt Cogollos de Guadix är kuperad åt sydväst, men åt nordost är den platt. Runt Cogollos de Guadix är det glesbefolkat, med 11 invånare per kvadratkilometer. Närmaste större samhälle är Guadix, 8,4 km norr om Cogollos de Guadix. I omgivningarna runt Cogollos de Guadix växer i huvudsak barrskog.